# Nephele funebris
Nephele funebris là một loài bướm đêm thuộc họ Sphingidae.